# Nanjing Automobile
Nanjing Automobile (Group) Corporation (NAC) (кит. трад. 南京汽车集团有限公司, рус. Нанки́н аутомоба́йл корпорэ́йшн) — автомобильная компания КНР, образованная в 1947 году, старейший автопроизводитель в этой стране. Владеет исключительными правами на международное использование наименований автомобильных марок Austin, MG, Vanden Plas и ряда других. С 2007 года принадлежит государственной корпорации SAIC Motor (Shanghai Automotive Industry Corporation).

## История предприятия

### 1947—1990 годы
На последних этапах гражданской войны в Китае Народно-освободительная армия при взятии города Нанкина получила контроль над комплексом авторемонтных мастерских и организовала там предприятие по обслуживанию и восстановлению военной техники. В 1950-х годах, после передачи завода в ведение министерства машиностроения Китая, там был налажен выпуск грузовиков NJ130 грузоподъёмностью 2,5 тонны на основе советского ГАЗ-51. Включая последовавшие модификации NJ134, NJ135, NJ200, всего до 1987 года было выпущено 161988 автомобилей.
Начиная с 1980-х годов предприятие начинает активно модернизировать производство. Закупаются сборочные модули и права на дизайн у Isuzu Motors, технологии итальянского Iveco (коммерческого фургона Iveco Daily) и так далее. В конце 1990-х годов были приобретены права на производство первой модификации автомобиля SEAT Ibiza.

### Сотрудничество с FIAT Group
Nanjing Automobile имеет опыт двух совместных проектов с FIAT Group. Первый начался в 1995 году с создания на базе итальянского грузовика Iveco Daily новой модели — Naveco (Nanjing-Iveco). Совместные разработки со специально созданным подразделением NAC — Yuejin Motor Corporation, затрагивали до 200 различных моделей от 3 до 6 тонн, в том числе лёгкие и средние автобусы, военные и гражданские внедорожники, специальные транспортные средства, сельскохозяйственные машины, а также различные типы шасси.
Второй проект был менее успешен и заключался в создании совместного предприятия Jiangsu Nanya Auto Co., Ltd. в Китае по производству 300 000 автомобилей итальянских брендов, включая седаны Perla и Siena, а также Palio compact и Palio Weekend station wagon. Проект был прекращён в 2007 году по инициативе итальянской стороны. В качестве официальной причины называлось объединение NAC с SAIC Motor. Однако информационное агентство Синьхуа считает, что причиной разрыва стало не предоставление китайской стороной обещанных инвестиций на 500 миллионов Евро. Это, в свою очередь, было связано с огромными финансовыми затратами по покупке и развитию MG Rover Group.

### Покупка MG Rover Group
В июле 2005 года Nanjing Automobile за 104 миллиона долларов США купила британскую MG Rover Group. В следующем году в Нанкине был начат выпуск двух моделей машин под брендом Rover: представительской MG 7 и обновлённой версии родстера MG TF. Не менее половины продаж осуществляется на внутреннем рынке Китая, так как спрос на престижные бренды у среднего класса постоянно и динамично увеличивается. Летом 2008 года производство спортивного купе было возобновлено и Лонгбридже, Бирмингем, Великобритания. Однако уже в 2009 году производство в Англии было остановлено в связи с отсутствием спроса и начинающейся рецессией 2008—2012 годов. В апреле 2011 представителями компании было заявлено о возобновлении производства на заводе в Лонгбридже новой модели — MG6.